# 渋谷シネフロント
渋谷シネフロント（しぶやシネフロント）は、かつて東京都渋谷区宇田川町のQFRONTビル7階に存在したTOHOシネマズ経営・運営の映画館。通称シネフロント。現在跡地である７階はTSUTAYAが入居、コミックフロアとして2010年4月23日から営業開始した。

## 概要
1999年12月18日に開館。宇宙空間をモチーフにデザインされている。当初は東宝直営館として運営されていたが、東宝系の興行部門再編に伴い2006年10月1日よりTOHOシネマズが経営・運営する映画館となった。ただし、同社のインターネット予約システム「vit」やポイントサービスの「シネマイレージ」は運用されていない。2010年1月22日をもって営業を終了し閉館となった。
この地はかつて渋谷宝塚劇場（東宝邦画系、千代田劇場→日劇東宝系のチェーン）があった場所である。1997年5月30日に同劇場は閉館し、跡地にQFRONTビルが建設された。2019年現在、渋谷宝塚劇場のチェーンはTOHOシネマズ渋谷が引き継いでいる。
- 沿革：渋谷シネフロント（1999年12月18日 - 2010年1月22日）
- 経営・運営：東宝（1999年12月18日 -?）→東宝経営、東宝サービスセンター運営（? - 2006年9月30日）→TOHOシネマズ（2006年10月1日 - 2010年1月22日）

## 特徴
- 洋画と邦画を中心に上映。東宝洋画系の1つであるTOHOシネマズ有楽座系チェーンの劇場である。
- 座席数は、245席である（他に車椅子用のスペースが2箇所ある）。

## システム
都内初となる全席指定席・完全入替制を導入した。前売券や招待券を利用する場合は1階のチケット売り場で座席指定券と引き替える必要があった。

## 上映作品
- 1999年 - ターザン（オープニング上映作品）
- 2000年 - トイ・ストーリー2、スチュアート・リトル、60セカンズ
- 2001年 - 千と千尋の神隠し
- 2002年 - ミスター・ルーキー、猫の恩返し
- 2003年 - 踊る大捜査線 THE MOVIE 2
- 2004年 - ハウルの動く城
- 2005年 - 星になった少年、NANA、この胸いっぱいの愛を
- 2006年 - 南極物語、着信アリFinal、日本沈没、犬神家の一族
- 2007年 - どろろ、女帝 ［エンペラー］、ラッシュアワー3、恋空、AVP2
- 2008年 - 陰日向に咲く、クロサギ、花より男子ファイナル（渋東シネタワー（以下CT）4からムーブオーバー）、パコと魔法の絵本、P.S. アイラヴユー、デス・レース、ミラーズ
- 2009年 - 誰も守ってくれない、ジェネラル・ルージュの凱旋、消されたヘッドライン（CT1からムーブオーバー）、レッドクリフ Part II（CT2からムーブオーバー）、愛を読むひと（6月19日の公開初日よりCT1からシネフロントへ劇場移動）、ROOKIES -卒業-（6月末、CT2からムーブオーバー）、ごくせん THE MOVIE（8月上旬、CT1からムーブオーバー）、96時間、アマルフィ 女神の報酬（9月上旬、CT1からムーブオーバー）、男と女の不都合な真実、あなたは私の婿になる、なくもんか、ウルルの森の物語（最終上映作品。2010年1月12日から22日まで『カイジ 人生逆転ゲーム』と入れ替えで興行）

シリーズ作品
- 名探偵コナンシリーズ（シネフロントでは第5作『天国へのカウントダウン』から第13作『漆黒の追跡者』まで）

ほか